# Spathius asclepiades
Spathius asclepiades är en stekelart som beskrevs av Nixon 1943. Spathius asclepiades ingår i släktet Spathius och familjen bracksteklar. Inga underarter finns listade i Catalogue of Life.